# Suore del Sacro Cuore di Gesù (Saint-Jacut-les-Pins)
Le Suore del Sacro Cuore di Gesù (in francese Sœurs du Sacré-Cœur de Jésus) sono un istituto religioso femminile di diritto pontificio: le suore di questa congregazione pospongono al loro nome la sigla S.S.C.J.

## Storia
La congregazione fu fondata il 25 aprile 1816 a Saint-Jacut-les-Pins da Angélique Le Sourd (1767-1835) per la visita a domicilio dei malati poveri e per l'istruzione gratuita delle fanciulle povere e degli orfani: i primi statuti, redatti da Louis Barbé, parroco di Saint-Jacut e superiore della comunità, furono approvati dal vescovo di Vannes, Henri-Marie de Bruc, il 26 maggio 1823.
Nel 1827, grazie al nuovo parroco Jean Corvoisier, le suore di Saint-Jacut ottennero il riconoscimento civile da parte di Carlo X e la licenza di esercitare l'insegnamento sul territorio comunale. Per poter estendere il loro ambito d'azione le religiose adottarono gli statuti delle Figlie di Gesù, già approvati, e il 30 dicembre 1854 ottennero un decreto di Napoleone III che le autorizzava ad aprire scuole in tutto l'impero.
Le suore aprirono numerose scuole nel territorio delle diocesi di Vannes, Nantes e Quimper. Dopo la promulgazione delle leggi anticongregazioniste, per evitare di perdere le scuole dovettero accettare la secolarizzazione; per essere riconosciuta almeno come congregazione ospedaliera, dopo il 1904 accettarono la direzione di alcuni orfanotrofi.
A causa delle difficoltà in patria, le religiose iniziarono a dedicarsi all'apostolato all'estero: le prime filiali sorsero in Sudafrica e Canada, dove le suore affiancarono i missionari Oblati di Maria Immacolata, poi in Belgio e negli Stati Uniti d'America; nel 1954 iniziarono a dedicarsi all'attività propriamente missionaria nel Manitoba, e poi in Camerun, Ciad e Perù.
L'istituto ricevette il pontificio decreto di lode il 6 giugno 1957.

## Attività e diffusione
Le suore del Sacro Cuore si dedicano all'istruzione e all'educazione cristiana della gioventù, all'assistenza a malati e anziani in ospedali, cliniche, case di riposo e a domicilio, alla direzione di orfanotrofi, al servizio sociale in terra di missione.
Oltre che in Francia, sono presenti in Camerun, Canada, Honduras, Madagascar, Messico, Papua Nuova Guinea, Regno Unito, Stati Uniti d'America; la sede generalizia è a Parigi.
Alla fine del 2008 la congregazione contava 615 religiose in 104 case.